# Christopher Paul Curtis
Pour les articles homonymes, voir Curtis.
Christopher Paul Curtis (né le 10 mai 1953) ,  est un auteur américain de livres pour enfants. Il est connu pour avoir reçu la médaille Newbery en 2000 pour son roman Bud, Not Buddy. 

## Biographie
Christopher Paul Curtis est né à Flint, dans le Michigan, le 10 mai 1953, d'un père ouvrier et superviseur dans une usine, et d'une mère éducatrice.

### Études et formation
Il étudie au Whittier Junior High School et au McKinley Junior High School du Flint Public School System. En 1967, il est le premier étudiant Afro-américain à être élu au conseil étudiant au cours des 32 ans d'histoire de l'école. Il est diplômé du Flint Southwestern High School en 1972 à l'âge de 19 ans. Il retourne à l'université après avoir travaillé plusieurs années et ressort diplômé de l'Université du Michigan–Flint en 2000.
L'été après avoir obtenu son diplôme du lycée, il devient membre d'un groupe théâtral / musical basé à Lansing appelé Suitcase Theatre. Le groupe est dirigé par Powell Lindsay. Ils interprètent des numéros musicaux et les œuvres de Langston Hughes. Le groupe se produit en Grande-Bretagne, en Allemagne, en Belgique, aux Pays-Bas, en France, au Canada et aux États-Unis.

### Carrière
Christopher Paul Curtis passe 13 ans à travailler après le lycée sur la chaîne de montage de l'usine Fisher Body #1 de Flint. Son travail consiste à poser des portes de voiture. Après avoir quitté Fisher Body, il prend une série d'emplois divers et mal rémunérés.
Sa femme le pousse à prendre une année sabbatique. Il commence alors à écrire des livres pour enfants et publie son premier livre en 1995 : Voyage à Birmingham 1963 (The Watsons Go to Birmingham – 1963). Le livre est nommé pour la Médaille Newbery l'année suivante. C'est finalement son second roman, Bud, Not Buddy (1999) qui remporte le prix en 2000. Il devient ainsi le premier homme Afro-américain à remporter ce prix littéraire. Beaucoup de ses livres se déroulent à Flint, sa ville natale. Il sera nommé une nouvelle fois en 2008 pour son livre Elijah of Buxton (2007).
Il gagne plusieurs autres prix comme le Prix Coretta Scott King (en) à deux reprises, en 2000 pour Bud, Not Buddy et 2008 pour Elijah of Buxton ; et le Prix Scott O'Dell (en) pour Elijah of Buxton en 2008. 

## Œuvres
- Voyage a Birmingham 1963, L’École des loisirs, 1997 ((en) The Watsons Go to Birmingham – 1963, 1995), 223 p.  (ISBN 978-2-2110-3950-5)Newbery Honor Book
- (en) Bud, Not Buddy, Delacorte Books, 1999Médaille Newbery 2000 ; Prix Coretta Scott King 2000
- (en) Bucking the Sarge, 2004
- (en) Mr. Chickee's Funny Money, 2005
- (en) Mr. Chickee's Messy Mission, 2007
- (en) Elijah of Buxton, Scholastic, 2007Newbery Honor 2008 ; Prix Coretta Scott King 2008 ; Prix Scott O'Dell pour une Fiction Historique ; Prix Canadian Library Association Book of the Year for Children 2008.
- (en) The Mighty Miss Malone, Wendy Lamb Books, 2012suite de Bud, Not Buddy (2000).
- (en) The Madman of Piney Woods, 2014
- La longue route de Little Charlie, L’École des Loisirs, 2021 ((en) The Journey of Little Charlie, Scholastic, 2018), 240 p.  (ISBN 978-2-2113-0510-5)nommé au Prix National Book for Young People's Literature

## Adaptations
Son livre The Watsons Go to Birmingham – 1963 a été adapté en un téléfilm du même nom, diffusé sur Hallmark Channel en 2013.

## Distinctions

### Récompenses
- 2000 : Médaille Newbery pour Bud, Not Buddy
- 2000 : Prix Coretta Scott King (en) pour Bud, Not Buddy
- 2002 : Young Reader's Choice Award - Lauréat Junior pour Bud, Not Buddy
- 2005 : Michigan Author Award
- 2008 : Prix Coretta Scott King pour Elijah of Buxton
- 2008 : Prix Scott O'Dell (en) pour Elijah of Buxton
- 2008 : Prix TD de littérature canadienne pour l'enfance et la jeunesse (anglophone) pour Elijah of Buxton
- 2020 : Médaille Regina pour sa contribution à la littérature pour enfants

### Nominations
- 1996 : Médaille Newbery : nomination pour Voyage à Birmingham 1963
- 2008 : Médaille Newbery pour Elijah of Buxton
- 2018 : Prix du Gouverneur général : littérature jeunesse de langue anglaise - texte pour The Journey of Little Charlie